# اندیس هماتیت (خاک سرخ) دامن
هماتیت (خاک سرخ) دامن یک اندیس غیرفلزی است که در حوالی شهر ایران شهر استان سیستان و بلوچستان قرار دارد و مادهٔ معدنی موجود در آن، هماتیت است. سنگ میزبان این اندیس فلیش و رسوبات آبرفتی جوان است و دیرینگی آن به دوران ائوسن-کواترنر می‌رسد.